# Jurbise
Jurbise (en picard Djurbize, neerlandès Jurbeke) és un municipi belga de la província d'Hainaut a la regió valona. Està compost per les viles de Jurbise, Erbaut, Erbisœul, Herchies, Masnuy-Saint-Jean i Masnuy-Saint-Pierre.

## Burgmestres
- 1953-1958: Georges Decoster
- 1959-1961: Comte Henri de la Barre (Partit Catòlic
- 1962-1976: Marcel Crespin (PSC)
- 1977-1982: Marcel Crespin (PSC)
- 1983-2001: Jacques Galant (1939-2005)
- 2001- : Jacqueline Galant (MR)